# Bastutjärnen (Södra Finnskoga socken, Värmland)
Bastutjärnen är en sjö i Torsby kommun i Värmland och ingår i Göta älvs huvudavrinningsområde. Sjön är 11,6 meter djup, har en yta på 0,0735 kvadratkilometer och är belägen 383,1 meter över havet. Vid provfiske har abborre och gädda fångats i sjön.

## Delavrinningsområde
Bastutjärnen ingår i det delavrinningsområde (671144-134059) som SMHI kallar för Utloppet av Öjesjön. Medelhöjden är 365 meter över havet och ytan är 35,34 kvadratkilometer. Det finns inga avrinningsområden uppströms utan avrinningsområdet är högsta punkten. Öjeån som avvattnar avrinningsområdet har biflödesordning 4, vilket innebär att vattnet flödar genom totalt 4 vattendrag innan det når havet efter 406 kilometer. Avrinningsområdet består mestadels av skog (79 procent). Avrinningsområdet har 1,96 kvadratkilometer vattenytor vilket ger det en sjöprocent på 5,5 procent.